# Final Four de 2023 da Liga dos Campeões da FIBA
O Final Four de 2023 da Liga dos campeões da FIBA será a conclusão da Temporada 2022-23 da Liga dos Campeões, encerrando desta forma a 7ª temporada do torneio de primeiro nível entre clubes europeus de basquetebol masculino, sendo a 5ª final nestes moldes. As partidas de semifinais, decisão de terceiro lugar e a grande final serão realizados no Palacio de Deportes José María Martín Carpena em Málaga, Espanha entre 12 e 14 de maio de 2023. Diferente quando no ano anterior Bilbau foi selecionada para receber as finais, muito antes de serem decididos os participantes, nesta temporada a organização da Liga dos Campeões optou por Málaga em virtude de sua conquista recente da Copa do Rei, como sendo a primeira equipe a se classificar para as finais e pelo entusiasmo de toda a comunidade de basquetebol da cidade.

## Sede
O Palacio de Deportes José María Martín Carpena construído em 2000 e ampliado em 2010, é uma importante arena multiuso que conta com 11.300 lugares e já foi anteriormente utilizada em eventos como: Copa Davis de 2003 e as Copas do Rei de Basquetebol de 2001, 2007, 2014 e 2020.
| Málaga                 | MálagaFinal Four de 2023 da Liga dos Campeões da FIBA (Europa) |
| Palacio Martín Carpena | MálagaFinal Four de 2023 da Liga dos Campeões da FIBA (Europa) |
| Capacidade: 11 300     | MálagaFinal Four de 2023 da Liga dos Campeões da FIBA (Europa) |
|                        | MálagaFinal Four de 2023 da Liga dos Campeões da FIBA (Europa) |

## Chave
|  | Semifinais | Semifinais           | Semifinais           |    |        | Final            | Final | Final |
|  |            |                      |                      |    |        |                  |       |       |
|  | Espanha    | Unicaja Malaga       | 67                   |    |        |                  |       |       |
|  | Alemanha   | Telekom Baskets Bonn | 69                   |    |        |                  |       |       |
|  |            |                      |                      |    | Israel | Hapoel Jerusalem | 70    |       |
|  |            | Alemanha             | Telekom Baskets Bonn | 77 |        |                  |       |       |
|  | Espanha    | Lenovo Tenerife      | 68                   |    |        |                  |       |       |
|  | Israel     | Hapoel Jerusalem     | 69                   |    |        |                  |       |       |

## Semifinais

### Semifinal A - Unicaja Malaga x Telekom Baskets Bonn
| 12 de maio de 2023 20:30 (CEST) | Relatório | Unicaja Malaga                                                                          | 67–69 | Telekom Baskets Bonn                                                                |  | Martín Carpena, Málaga, Espanha |  |
| 12 de maio de 2023 20:30 (CEST) | Relatório | Placar por quarto: 22-22, 9-19, 19-16, 17-12                                            |       |                                                                                     |  | Martín Carpena, Málaga, Espanha |  |
| 12 de maio de 2023 20:30 (CEST) | Relatório | Pts: D.Brizuela, K.Perry, M.Ejim 12 Rbts: M.Ejim 8 Asts: K.Perry 7 PIR total: M.Ejim 17 |       | Pts: T. J. Shorts 21 Rbts: T.Ward 7 Asts: T. J. Shorts 7 PIR total: T. J. Shorts 17 |  | Martín Carpena, Málaga, Espanha |  |

### Semifinal B - Lenovo Tenerife x Hapoel Bank Yahav Jerusalem
| 12 de maio de 2023 17:30 (CEST) | Relatório | Lenovo Tenerife                                                              | 68–69 | Hapoel Bank Yahav Jerusalem                                                         |  | Martín Carpena, Málaga, Espanha |  |
| 12 de maio de 2023 17:30 (CEST) | Relatório | Placar por quarto: 18-15, 12-19, 12-18, 26-17                                |       |                                                                                     |  | Martín Carpena, Málaga, Espanha |  |
| 12 de maio de 2023 17:30 (CEST) | Relatório | Pts: M.Huertas 20 Rbts: G.Shermadini 6 Asts: S.Salin PIR total: M.Huertas 25 |       | Pts: K.Carrington 19 Rbts: Z.Hankins 6 Asts: S. Smith 5 PIR total: S.Sander Vene 17 |  | Martín Carpena, Málaga, Espanha |  |

## Decisão do Terceiro Lugar
| 14 de maio de 2023 17:00 (CEST) | relatório | Unicaja Malaga                                                          | 79–84 | Lenovo Tenerife                                                                                     |  | Martín Carpena, Málaga, Espanha |  |
| 14 de maio de 2023 17:00 (CEST) | relatório | Placar por quarto: 29-31, 9-22, 14-13, 27-18                            |       | |  | Martín Carpena, Málaga, Espanha |  |
| 14 de maio de 2023 17:00 (CEST) | relatório | Pts: K.Perry 22 Rbts: D.Kravish 8 Asts: K.Perry 3 PIR total: K.Perry 22 |       | Pts: G.Shermadini, J.Fernandez 12 Rbts: T.Abromaitis 4 Asts: M. Huertas 8 PIR total:G.Shermadini 17 |  | Martín Carpena, Málaga, Espanha |  |

## Final
| 14 de maio de 2023 20:00 (CEST) | relatório | Telekom Baskets Bonn                                                                | 77–70 | Hapoel Bank Yahav Jerusalem                                                    |  | Martín Carpena, Málaga, Espanha |  |
| 14 de maio de 2023 20:00 (CEST) | relatório | Placar por quarto: 14-7, 23-21, 20-27, 20-15                                        |       |                                                                                |  | Martín Carpena, Málaga, Espanha |  |
| 14 de maio de 2023 20:00 (CEST) | relatório | Pts: T.J. Shorts 29 Rbts: L.Kratzer 6 Asts: T.J. Shorts 3 PIR total: T.J. Shorts 29 |       | Pts: L.Randolph 27 Rbts: Z.Hankins 10 Asts: S.Smith 5 PIR total: L.Randolph 22 |  | Martín Carpena, Málaga, Espanha |  |

## Premiação
| Basketball Champions League 2022-23 Campeões |
| Alemanha                                     |
| -------------------------------------------- |
| Telekom Baskets Bonn (1° título)             |

### MVP das finais
- T.J. Shorts[9]